# ZAŠK
ZAŠK (Zemunski akademski športski klub) bio je sportski klub iz Zemuna.
Osnovan je 14. srpnja 1920. Godine 1925. imao je hazenašku, lakoatletsku i nogometnu sekciju.
Klupska boja 1932. bila je plava, a klupska adresa Gradska čitaonica.
Klub se u siječnju 1939. spojio s mjesnim nogometnim klubom Špartom u SK Zemun. 